# Abère
Abère är en kommun i departementet Pyrénées-Atlantiques i regionen Nouvelle-Aquitaine i sydvästra Frankrike. Kommunen ligger i kantonen Morlaàs som tillhör arrondissementet Pau. År 2022 hade Abère 159 invånare.

## Befolkningsutveckling
Antalet invånare i kommunen Abère
| Referens: INSEE |